# Evan Goldberg
Evan Goldberg (nascido em 1982) é um roteirista canadense, produtor de cinema e diretor. Goldberg é conhecido por suas colaborações com seu amigo de infância, escritor-ator-produtor Seth Rogen. Eles trabalham em conjunto em vários filmes, começando com a comédia Superbad (2007), que realizou quando adolescentes, Pineapple Express (2008), É o Fim (2013) que foi sua estreia como diretor, e A Entrevista (2014).

## Carreira
Goldberg começou sua carreira de escritor se juntando a equipe de Da Ali G Show, juntamente com seu amigo de infância e parceiro de comédias Seth Rogen. Rogen e Goldberg colaborou em filmes como Knocked Up, Superbad, Pineapple Express, Funny People e The Green Hornet.
Em uma estratégia para angariar subsídios para suas obras, Goldberg escreveu e dirigiu o curta Jay e Seth versus the Apocalypse, que mais tarde foi transformado no longa-metragem É o Fim, que foi lançado em junho de 2013. Goldberg e Rogen são fãs obcecados de Os Simpsons e depois de descobrir que o produtor executivo da série James L. Brooks era fã de Superbad, eles decidiram pedir aos produtores se poderiam escrever um episódio. Eles foram convidados para o ambiente de criação de roteiros de Os Simpsons, onde eles apresentaram várias ideias de episódios. Uma dessas foi aceito, e eles colaboraram escrevendo um esboço em conjunto de escritores regulares.

## Filmografia

### Filme
| Ano  | Título                                         | Atividades                                 | Notas          |
| ---- | ---------------------------------------------- | ------------------------------------------ | -------------- |
| 2007 | Knocked Up                                     | Produtor executivo                         |                |
| 2007 | Superbad                                       | Escritor, produtor executivo               |                |
| 2007 | Jay and Seth vs. The Apocalypse                | Escritor                                   | Curta-metragem |
| 2008 | Pineapple Express                              | Escritor, produtor executivo               |                |
| 2009 | Funny People                                   | Produtor executivo                         |                |
| 2011 | The Green Hornet                               | Escritor, produtor executivo               |                |
| 2011 | Goon                                           | Escritor                                   |                |
| 2011 | 50/50                                          | Produtor                                   |                |
| 2012 | The Watch                                      | Escritor                                   |                |
| 2012 | The Guilt Trip                                 | Produtor                                   |                |
| 2013 | É o Fim                                        | Co-diretor, co-escritor, produtor          |                |
| 2014 | Neighbors                                      | Produtor                                   |                |
| 2014 | A Entrevista                                   | Co-diretor, produtor, escritor da história | [ 6 ]          |
| 2015 | The Night Before                               | Escritor, produtor                         |                |
| 2016 | Neighbors 2: Sorority Rising                   | Escritor, produtor                         |                |
| 2016 | Sausage Party                                  | Escritor, produtor                         | [ 8 ]          |
| 2016 | The Disaster Artist                            | Produtor                                   | Filmando       |
| 2023 | Teenage Mutant Ninja Turtles: The Next Chapter | Produtor                                   |                |

### Televisão
| Ano  | Título        | Atividades                  | Notas                         |
| ---- | ------------- | --------------------------- | ----------------------------- |
| 2004 | Da Ali G Show | Escritor                    | 6 episódios                   |
| 2009 | The Simpsons  | Escritor                    | Episódio: "Homer the Whopper" |
| 2016 | Preacher      | Diretor, produtor executivo |                               |
| ?    | Bigfoot       | Produtor executivo          | Em pós-produção               |